# Enyo boisduvali
Enyo boisduvali är en fjärilsart som beskrevs av Charles Oberthür 1904. Enyo boisduvali ingår i släktet Enyo och familjen svärmare. Inga underarter finns listade i Catalogue of Life.